# Enrico Porro
Enrico Porro (Lodi Vecchio, Milão, 16 de janeiro de 1885 — Milão, 14 de março de 1967) foi um lutador de luta greco-romana italiano.

## Carreira
Foi vencedor da medalha de ouro na categoria até 66,6 kg em Londres 1908.